# República de Poljica

Escudo de armas de la República de Poljica

La República de Poljica o Ducado de Poljica (en croata: Poljička republika, originalmente escrito Poljička knežija) fue una comunidad autónoma que existió entre finales de la Edad Media y principios del período moderno en el centro de Dalmacia, cerca de la actual Omiš, Croacia. Otras fuentes sitúan su existencia entre el siglo XIII y hasta la ocupación de las tropas napoleónicas, que al mando de Auguste Marmont, tomaron la región el 10 de junio de 1807.
Esta región autónoma se organizó como «república campesina» o «república de campesinos», constituyéndose de acuerdo a los estatutos de Poljica los cuales fueron redactados en 1440.

## Etimología
El término «Poljica» proviene de las palabras «explanada» (en croata: polje) o «campo», pudiéndose encontrar en la región numerosos poljes kársticos muy característicos y comunes en esta área. La región de Poljica fue mencionada por primera vez con el título de «República» en una descripción de su territorio, hecha por el escritor veneciano Alberto Fortis en 1774. En italiano a la República Poljica también se la menciona como «Poglizza».

## Historia

### Inicios
Los habitantes de Poljica, católicos de lengua croata, se organizaron y fundaron sus villas bajo el sistema de «comuna parroquial», donde convivieron bajo sus propias leyes, las cuales eran escritas por los líderes electos por los mismos habitantes. Esta comuna estaba a su vez dividida en doce villas (en croata: katuni), los cuales eran llamados por el nombre de los doce pueblos más grandes de Poljica:
- Superior (en croata: Gornja Poljica): Srijane, Donji Dolac y Gornje Polje.
- Media (en croata: Sridnja Poljica): Kostanje, Zvečanje, Čišla, Gata, Dubrava, Sitno y Srinjine.
- Baja (en croata: Donja Poljica): Duće, Jesenice y Podstrana.

Cinco de los villorrios estaban habitados por grandes cantidades de campesinos libres provenientes desde Split, y ellos mismos se designaron como campesinos libres en la composición de dichas aldeas campestres. La otra parte integrante de los villorrios eran los descendientes de los tres hermanos (que se cree fueron los fundadores de Poljica). Cada una de las doce villas elegían a un anciano prominente, o a un duque menor (en croata: knez), quien les serviría como su líder. Los duques menores de dichos campesinos libertos no compartían los mismos derechos que las fundadas por los pequeños duques de los otros pueblos, quienes sí podían votar, pero no ser elegidos para el gobierno de Poljica debido a sus pesados lazos con el gobierno de Split.
Documentos medievales citan que hubo tres hermanos fundadores de las comunas parroquiales de Poljica. De acuerdo a su tradición, Tišimir, Krešimir y Elem, hijos del rey croata Miroslav, escaparon desde Bosnia hacia Poljica. Se cree que cada uno de los hermanos ocupaba cada una de las regiones que la integraron (Superior, Media y Baja Poljica) a mediados del S. XV.[cita requerida]
Los habitantes vivían en aldeas dispersas, cada una de las doce de ellas era regida por su propio conde, y todos ellos eran regidos a su vez por un gran conde. Estos oficiales, junto a los tres jueces, los cuales eran siempre de cuna noble, y a su vez eran confirmados en su cargo mediante el voto total de sus ciudadanos electores.
Había dos órdenes de nobles: Los nobles que provenían de otras partes del Reino de Croacia-Hungría, meramente croatas (en croata: vlastela), y los que se distinguían de los electos y provenientes del Reino de Hungría, a quienes se les dio inicialmente el mote de «ugričići», al provenir de las partes bajo control de Hungría.
Los «Didići» eran la élite noble original, y de acuerdo a las leyendas, los descendientes directos del rey croata Miroslav. Después, fueron denominados como «koljenovići», y tendrían ciertos derechos sobre las tierras (en croata: «didovina»).
Los Vlastela podían ser parte del «poljički stol», pero para ello deberían tener la confirmación de los nobles del concejo de gobierno en la Asamblea de los nobles de Poljica. A los descendientes de los funcionarios administrativos se les permitió usar los títulos de duque y conde.
La invasión (y posterior ocupación) de Bosnia por parte del Imperio otomano impactó gravemente a la República de Poljica. Notables batallas fueron combatidas por las fuerzas locales contra los invasores turcos entre 1530 y 1686, y en ambos encuentros se repelió con éxito a las tropas otomanas.
Una joven habitante local, llamada Mila Gojsalić, se haría una heroína tras sacrificarse por el bien de la comunidad de Poljica en uno de los conflictos contra los turcos, al infiltrarse dentro de los barracones turcos y detonándose junto a los polvorines. Una estatua de Mila Gojsalić, hecha por Ivan Meštrović, permanece en Poljica sobreviviendo la boca de Cetina, y su historia ha servido de base para una serie de obras teatrales.

### Era veneciana
Tras la caída de la república de Venecia en 1797, Poljica sería tomada en su totalidad por Austria, según el Tratado de Campo Formio. Para entonces, la población de la República de Poljica se cifra en 6.566 habitantes en 1806. En los años siguientes, sin embargo, la república cayó en enemistad con Napoleón por haberse rendido a Rusia y a los montenegrinos en Dalmacia; tras lo que sería invadida por las tropas francesas, quienes arrasaron sus poblados, masacraron a sus habitantes, y finalmente les privaron de su independencia.
Tras la derrota de Napoleón en 1814, Poljica fue absorbida por Austria.

## Sistema legal
La «República de Poljica» es conocida por el estatuto legal epónimo del siglo XV. Fue escrito por primera vez en 1440, siendo revisado en los años 1485, 1515, 1665, y en muchas más ocasiones hasta el siglo XIX, llegando a contener hasta 116 artículos.
Hoy día es mantenido en el Museo de la ciudad de Omiš. Este documento contiene una descripción sobre la jurisprudencia aplicada por las autoridades de Poljica, y es el más importante estatuto legal de la historia de Croacia (junto al códex de Vinodol de 1288) escrito en el dialecto chakaviano y en arvatica (este nombre aparece en el anexo de Estatuto de Poljica desde 1655) (poljičica y poljička azbukvica).
Uno de los ítems de los estatutos de Poljica enuncia que «todos tienen el derecho a la vida», contrario a muchos de los estatutos de las leyes aplicadas entonces en la Europa medieval, todas repletas de castigos tales como la pena capital e incluían hasta la tortura como forma de castigo.
Un número diverso de documentos fechados entre los S. XII al S. XVII con respecto a la existencia de la República se han conservado, tales como el «Poljički molitvenik» (de 1614), y el «Statut poljičke bratovštine Sv. Kuzme i Damjana» (de 1619).

## Geografía
La República de Poljica se asentó principalmente dentro de la curva sudeste del río Cetina, antes de que la desembocadura de sus aguas lleguen al Adriático en Omiš.
También estaba integrado por las salientes de la montaña Mosor (1370 metros (4495 pies)) y por la fértil zona de cultivo en la franja costera que va desde Omiš hasta Stobreč, de 16 kilómetros (10 mi) en la dirección oeste-norte-oeste.
Poljica estuvo dividida entre tres zonas:
- Poljica Alta (Zagorska), detrás del monte Mosor, más alejado del mar Adriático y se encuentra en el interior de Mosor.
- Poljica Meridional (Zavarska), la extensión más grande de Poljica (50%), y se extiende desde el Žrnovnica hasta el Cetina en Zadvarje.
- Poljica Baja (Primorska), y construida sobre las ruinas de la antigua colonia griega de Equium, la cual se extendía a lo largo de la costa, desde Omiš hasta el poblado de Stobreč.

## Legado
La República de Poljica fue muy importante en el resurgir de la idea de una Croacia independiente, sobre todo para el sur de Croacia dalmática. Esto debido a que el gran número de votantes proveniente de la extinta Poljica contribuyó enormemente en la victoria del Partido Popular o Narodna stranka, el partido unionista croata, en las elecciones de 1882 en el condado de Split, dándoles a las fuerzas pro-croatas un suficiente nivel electoral como para gobernar sin oposición alguna.
Cuando se creó Yugoslavia, la región de Poljica fue reconstituida como una sola municipalidad. En 1945, sería dividida en diferentes municipalidades, y así permanece hasta hoy día, donde los poblados de dicha histórica nación ahora comprenden la parte de los municipios de Podbablje y de Omiš.
Actualmente, esta área está habitada por al menos 200 personas. Recientemente, la República sería «restablecida» como una organización cultural.
El gobernante, de forma simbólica, es el príncipe actualmente reinante (veliki knez), en la figura de su alteza Petar Rodić.
La ciudad de Omiš recibió un edicto de Andrés II de Hungría en 1207, y se mantuvo bajo la protección nominal de Hungría hasta 1444, cuando las ciudades de Omiš y Poljica aceptaron la soberanía de Venecia, mientras retuvieron su libertad interna.

## Gobernadores del Principado de Poljica
El título de los gobernadores del Principado de Poljica era el de župan originalmente (conde), y posteriormente sería cambiado al de knez (príncipe), y finalmente al de veliki knez (gran príncipe).
Županes
- Dalizio (Dališ) (1070 - ¿?)
- Visen (Uisono) (1076 - ¿?, 1078 - ¿?)
- Vratina (Uratina) (1088 - ¿?)
- Kačić (S. XII)
- Gregor Ivanišević (1120 - ¿?)
- Domaso Papalli (1144 - ¿?)
- Alberti (1145 - ¿?)
- Michiel Francesco Ivancichio (Ivancicić, 1146 - ¿?)
- Comulli Petracca (1148 - ¿?)
- Lovretić (1149 - ¿?)
- Ivan Papalli (1200 - ¿?)

Príncipes
- Tolen 1239
- Los knez Šubić (gobernaron sobre Poljica hasta el final del S. XIII)
- Mladen II Šubić (1322 - 1328)
- Gregor Jurinić (1328 - 1342)
- Jure Rajčić (entre 1342 - 1350)
- Dražoe (Señor de Kamengrad, 1350)

Grandes príncipes durante el periodo de 1444–1482
- Grisogono
- Cindro
- Alberti
- Petracca
- Dujam Papalić (Papalli)

Grandes príncipes
- Arnerio Lovretić (1451 - 1454)
- Žane Žanić (1454 - 1458)
- Mijo Pocolić (también conocido como Kulišić, 1458 - 1459)
- Matija Tusčević Scinsić (1459 - 1461)
- Komula Vitković (1461 - 1468)
- Dujam Papalić (1468 - 1469)
- Stipan Mikulić (1469 - 1479)
- Dujam Maričić (1479 - 1482)
- Dujam Papalić (1482-1483)
- Ivan Petrović (octubre de 1499 - marzo de 1500)
- Marian Gregolić 1500
- Augustin Maričić (15 de febrero de 1503- 1 de enero de 1504)
- Ivan Jovanović (1504 - 1511)
- Ivaniš Nenada Dražoević (1511 - 1546)
- Ivan Augustinović (Dražoević, fue veliki knez en cinco ocasiones entre los años 1512 - 1537)
- Jure Pavić (marzo de 1537 - 1541)
- Radoš Sladoević (1541 - 1546)
- Ivan Augustinović (Dražoević, 1546-1567)
- Augustin Maričić (1555 - 1567)
- Nikola Sudgić (1567 - 1581)
- Stipan Mikulić (Nikolić, Dražoević, 1581 - 1605)
- Pavo Pavić (1596 - 1607)
- Jure Pavić (1607 - 1609)
- Radoš Sudgić (1609 - 1626)
- Nikola Gojaković (1619 - 1620)
- Ivan Sikić (1620 - 1626)
- Jure Sinovčić (1626 - 1628)
- Pavo Sudgić (1628 - 1632)
- Jure Pavić (1632 - 1655)
- Stipan Bobetić Ivancić (8 de marzo de 1652 - ¿?)
- Jure Sinovčić (1655 - 1676)
- Pavo Sučić (1676 - 1678)
- Ivaniš Novaković (1678 - 1684)
- Luka Sinovčić (1684 - 1701)
- Marko Barić (1701 - 1704)
- Marko Sinovčić (1704 - 1708)
- Ivan Sinovčić (14 de septiembre de 1706 - ¿?)
- Jure Novaković (24 de noviembre de 1707 - ¿?)
- Marko Barić (1708 - 1710)
- Petar Barić (11 de agosto de 1711 - ¿?)
- Ivan Barić (1710 - 1712)
- Marko Barić (1712 - 1716)
- Ivan Sinovčić (1716 - 1717)
- Ivan Barić (1717 - 1721)
- Ivan Novaković (1721 - 1732)
- Pavo Pavić (28 de octubre de 1728 - ¿?)
- Petar Sinovčić (1732 - 1740)
- Marko Barić (1740 - 1742)
- Ivan Novaković (1742 - 1747)
- Marko Barić (1747 - 1760)
- Ivan Pavić (20 de julio de 1756 - ¿?)
- Jure Novaković (1760 - 1768)
- Frano Pavić (1766 - 1768)
- Ivan Gerončić (1768 - 1771)
- Frano Pavić (1770 - 1777)
- Ivan Gerončić (1777 - 1778)
- Andrija Barić (1778 - 1783)
- Jure Novaković (1783 - 1789)
- Ivan Sičić (1789 - ¿?)
- Matija Kružičević 1793 - (¿?)
- Frano Pavić (9 de septiembre de 1796 - ¿?)
- Frano Gojselić (24 de febrero de 1796  - ¿?)

Grandes príncipes durante el periodo de la ocupación austriaca de Dalmacia
- Marko Žuljević (18 de noviembre de 1797 - 25 de marzo de 1798)
- Matija Mianović (21 de mayo de 1799 - 1 de diciembre de 1801)
- Ivan Čović (23 de abril de 1803 - 1806)

Grandes príncipes durante el periodo de la ocupación francesa de Dalmacia
- Ivan Čović hasta el 10 de junio de 1801, cuando el Principado de Poljica fuera abolido por los franceses.

Grandes príncipes durante el periodo de la restauración de la República
- Su alteza, el Duje «Yolando» Rakić, llamado «el benevolente» (9 de diciembre de 1993 - ¿?).